# Prag 2
Prag 2 ist ein Verwaltungsbezirk der tschechischen Hauptstadt Prag. Der Bezirk liegt am rechten Moldauufer im Zentrum der Stadt. Prag 2 umfasst die gesamte Katastralgemeinde Vyšehrad (36 ha), Teile der Katastralgemeinden Neustadt (149 ha) und Vinohrady (211 ha) sowie einen kleinen Teil von Nusle (24 ha). Seit seiner Einrichtung im Jahr 1960 blieb das Gebiet des Bezirks unverändert.

## Sehenswürdigkeiten und Institutionen
- Festung Vyšehrad mit Vyšehrader Friedhof und Martinsrotunde
- Karlsplatz mit dem Neustädter Rathaus
- Friedensplatz mit der Kirche St. Ludmilla
- Divadlo na Vinohradech (Theater in den Weinbergen)
- Emmauskloster mit der Kirche St. Maria bei den Slawen
- Kirche St. Cyrill und Method
- Kirche St. Stephan
- Kirche St. Marien und Karl der Große
- Kirche der Schmerzensreichen Mutter Gottes
- Kirche St. Maria auf dem Rasen
- Kirche St. Apollinaris
- Longinusrotunde
- Sommerpalais Michna
- das Tanzende Haus
- Parkanlagen Havlíčkovy sady und Riegrovy sady
- Prager Hauptbahnhof
- Sitz des Tschechischen Rundfunks